# Derek Landy
 (novembre 2015).
Si vous disposez d'ouvrages ou d'articles de référence ou si vous connaissez des sites web de qualité traitant du thème abordé ici, merci de compléter l'article en donnant les références utiles à sa vérifiabilité et en les liant à la section « Notes et références ».
Œuvres principales
- Série Skully Fourbery

Derek Landy, né le 23 octobre 1974 à Dublin en Irlande, est un écrivain et scénariste irlandais, surtout connu pour la série Skully Fourbery pour la jeunesse.

## Biographie
Derek Landy est né en 1974 à Dublin, en Irlande. Il a assisté à Drogheda Grammar School lors de ses années d'enfance, brièvement étudié l'animation à Ballyfermot College, et a obtenu une ceinture noire au Karaté. Avant son contrat avec HarperCollins, il a travaillé dans la ferme de légumes de ses parents.

## Carrière
Derek Landy a écrit deux scénarios de films, l'IFTA a primé Dead Bodies et l'IFTA a nommé Boy Eats Girl avec Samantha Mumba.
Derek Landy a été nommé pour un IFTA du meilleur scénario. Frustré par le processus de collaboration de la cinématographie, Landy est passé à l'écriture en commençant par Skully Fourbery. Le roman a été publié par Harper Collins, qui a payé 1,8 million de £ pour les droits d'édition. Il y a 9 livres dans la série dont 4 publiés en France. En 2007, il a signé un accord avec Warner Bros. d'une valeur estimée à 1 million $ pour les droits d'adaptation de sa série de livres Skully Fourbery, dont il sera lui-même l'adaptateur. Cependant, son scénario a été constamment réécrit et Derek Landy, en voyant le script proposé par Warner Bros qui voulait en faire une comédie musicale, il a racheté les droits.
Il a travaillé sur un script avec les producteurs du Clash des Titans. Landy a écrit une courte histoire basée sur le dixième docteur de Doctor Who dans le cadre d'un recueil de nouvelles pour célébrer le 50e anniversaire de l'émission. L'histoire a été publiée par Puffin en 2013.

## Œuvres

### SérieSkully Fourbery

#### Romans
1. Skully Fourbery, Gallimard Jeunesse, 2008 ((en) Skulduggery Pleasant, 2007)
2. Skully Fourbery joue avec le feu, Gallimard Jeunesse, 2009 ((en) Playing With Fire, 2008)
3. Skully Fourbery contre les Sans-Visage, Gallimard Jeunesse, 2010 ((en) The Faceless Ones, 2009)
4. Skully Fourbery n'est plus de ce monde, Gallimard Jeunesse, 2012 ((en) Dark Days, 2010)
5. (en) Mortal Coil, 2010
6. (en) Death Bringer, 2011
7. (en) Kingdom of the Wicked, 2012
8. (en) Last Stand of Dead Men, 2013
9. (en) The Dying of the Light, 2014

#### Nouvelles
- (en) The End of the World, 2012
- (en) Tanith Low in... The Maleficent Seven, 2013

#### Recueils de nouvelles
- (en) Armageddon Outta Here, 2014

### SérieDemon Road
1. (en) Demon Road, 2015
2. (en) Desolation, 2016

## Distinctions et hommages
En 2008, Derek Landy a remporté le prix du livre Red House des enfants. Skully Fourbery joue avec le feu, Death Bringer et Last Stand of Dead Men ont chacun remporté les prix du livre irlandais des enfants en 2009, 2010 et 2013.
En 2010, Skully Fourbery a été désigné comme étant le livre irlandais de la décennie.